# Mystiques et religions
Die Collection Mystiques et religions ist eine französische Buchreihe zu Mystik und Religionen. Sie ist unterteilt in zwei Unterreihen, die Série A und die Série B. Die Reihe erschien überwiegend in den 1970er und -80er Jahren in Paris bei Dervy-Livres. Die Éditions Dervy ist ein französischer Verlag mit Sitz in Paris, der 1946 von Jean und Madeleine Renard gegründet wurde und sich an den Themen der Spiritualität orientiert. Verschiedene westliche Religionsgelehrte und Vertreter von Religionen und Weisheitslehren haben an der Reihe mitgewirkt. Ein Schwerpunkt der Reihe liegt auf den östlichen Weisheitslehren, insbesondere vom indischen Subkontinent. Neben französischen Originalwerken enthält sie auch Übersetzungen aus dem Englischen und Deutschen. Einige der Bände erschienen in weiteren Auflagen. Die folgende Übersicht erhebt keinen Anspruch auf Aktualität oder Vollständigkeit:

## Bände
- Nayak, Anand: La méditation dans le bhâgavata-purâna. Paris: Dervy-Livres 1978, ISBN 2-85076-078-1, ISBN 978-2-85076-078-5 [= Collection Mystiques et Religions, Série A]
- La Puissance du Serpent. (The Serpent power). Arthur Avalon (Sir John Woodroffe)  Introduction au Tantrisme. Traduit par Charles Vachot sur la 4e édition anglaise. Dervy-Livres, Paris 1981. Préface de Jean Herbert.
- Le Serpent Vert. Commenté par Oswald Wirth. Goethe. Paris, Dervy-Livres, 1984. ISBN 2-85076-048-X, ISBN 978-2-85076-048-8. Collection "Mystiques et Religions", Serie B.
- Le symbolisme hermétique dans ses rapports avec l'Alchimie et la Franc-Maçonnerie. Oswald Wirth. Dervy-Livres, Paris, 1969
- Brahman et maya dans les upanishads. Aurobindo. Dervy, Paris, 1980, ISBN 2-85076-122-2, ISBN 978-2-85076-122-5. Mystiques et Religion Série B
- La cosmogonie japonaise. Jean Herbert. Dervy-Livres, Paris, 1977
- Chaitanya et la dévotion à Krishna. Robert Sailley. Dervy-Livres, Paris, 1986
- Progrès ou déclin du mal dans le monde actuel? Henri Agel. Dervy-Livres, Paris, 1985
- Lumière d'orient. Des chrétientés d'Asie aux mystères évangéliques. Jean Tourniac. Dervy-Livres, Paris, 1979
- Les écrits bengalis de Sri Aurobindo (1872–1950). Préface de Olivier Lacombe. Prithwindra Mukherjee. Dervy-Livres, Paris, 1986
- René Guénon. La contemplation metaphysique et l'expérience mystique. Christophe Andruzac. Dervy-Livres, Paris, 1980
- La Doctrine Bouddhique de la Terre Pure. Introdution à trois sutra bouddhiques. Jean Eracle. Dervy-Livres, Paris, 1973
- L'Evangile esoterique de Saint Jean. 2e edition revue, corrigee et augmentee d'apres les notes de l'auteur. Presentation, notes et commentaires critiques par Jacques d'Ares. Paul Le Cour. Paris, Dervy-Livres, 1980
- La méditation. Sa théorie et sa pratique. Hari Prasad Shastri. Dervy - Livres, Paris, 1986
- Méditation taoïste. Isabelle Robinet. Paris, Dervy-Livres, 1979
- Le Râmâyana. Introduction d'Alain Danielou. Charles Le Brun (curatore). Dervy - Livres, Paris, 1986
- Réflexions sur la Bhagavad-Gîtâ vue dans son contexte. Jean  Herbert. Paris, Dervy-Livres, 1976
- Propos sur René Guénon. Jean Tourniac. Dervy-Livres, Paris, 1973
- L'intuition métaphysique. Commentaires sur la Bhagavad-Gîtâ. Swami Siddheshwarananda. Dervy - Livres, Paris, 1976
- Le yoga de l'art et trois autres essais. Charles Vachot. Dervy - Livres, Paris, 1981
- Bardo Thödol. Le livre tibetain des morts. Préface de Lama Anagarika Govinda. Presenté par Eva K. Dargyay. Traduit de l'allemand par Valdo Secretan. Dervy - Livres, Paris, 1980
- Le Sûtra du Lotus Blanc de la Loi Merveilleuse. Adapté de la version chinoise introduit et annoté par André Chédel. Dervy, Paris, 1975
- La Meditation Bouddhique - Bases Theoriques et Techniques. Jean-Pierre Schnetzler. Dervy-Livres, Paris, 1979, ISBN 2-85076-089-7, ISBN 978-2-85076-089-1
- Forme et substance dans les religions. Frithjof Schuon, 1907–1998. Paris: Dervy-Livres, 1975
- L'oeil du coeur. Frithjof Schuon, 1907–1998. Paris: Dervy-Livres, 1974
- Histoire et doctrines de la tradition Sakyapa - une goutte d'eau du splendide océan - Un bref historique de l'avènement du bouddhisme au Tibet en général et de la tradition Sakya en particulier. Sherab Gyaltsen Amipa. Dervy-Livres, Paris, 1987. ISBN 2-85076-046-3, ISBN 978-2-85076-046-4. Originaltitel: 'A waterdrop from the glorious sea' - A concise account of the advent of Buddhism in general and the teachings of the Sakyapa tradition in particular (1976). Traduction française par Georges Driessens. Avant-propos et portait de Sa Sainteté le XIVe Dalaï-Lama (Tenzin Gyatso). Inhalt: I). Un sommaire de la rélévation et de la préservation de la loi en Inde. II). L'Avénément de la loi au Tibet. III). Prières pour la préservation de la précieuse loi. Appendices: 1). La lignée Sakya Khön. 2). La lignée des patriarches de Sakya. 3). Liste des centres Sakya. Avec bibliographie, glossaire Sanskrit-Tibétain-Français et glossaire Tibétain-Français.